# Грабовачка ријека
Грабовичка ријека (или Грабовачка ријека) је ријека која извире испод Голог Брда на подручју општине Скендер Вакуф, а већим дијелом тока тече кроз Мјесну заједницу Грабовица у општини Котор Варош.
Извире код села Видовића на западу Грабовице, а улива се у Врбању. Укупна дужина ријеке износи 6,2 km, а према неким процјенама и 8 km.
Грабовачка ријека је станиште пастрмке, а у прошлости су се на њој налазило више воденица.